# Anisotremus interruptus
Anisotremus interruptus es una especie de pez del género Anisotremus, familia Haemulidae. Fue descrita científicamente por Gill en 1862.
Se distribuye por el Pacífico Oriental: golfo de California a Perú, incluidas las islas Galápagos. La longitud total (TL) es de 51 centímetros con un peso máximo de 3,6 kilogramos. Especie solitaria que frecuenta arrecifes y cuevas durante el día. Se alimenta de invertebrados en la noche.
Está clasificada como una especie marina inofensiva para el ser humano.